# RPG-75
El RPG-75 es un lanzacohetes antitanque desechable y de un solo tiro, diseñado en Checoslovaquia en la década de años 1970. Dispara un cohete de 68 mm con un alcance efectivo de 300 metros y máximo de 1.000 metros. Es similar al M72 LAW estadounidense. Este lanzacohetes es recomendado para emplearse contra tanques ligeros y otros vehículos blindados sobre orugas.